# خالد السدوسي
 خالد بن المعمر (أو معمر) بن سليمان بن الحارث بن شجاع بن الحارث بن سدوس السدوسي. قائد مسلم من أهل البصرة، أدرك عصر النبوة.
كان رئيس بكر بن وائل في عهد عمر بن الخطاب. وذكر الجَاحِظُ في كتاب «البيان» أن «أبا موسى في عَهْد عمر بن الخطاب جعل رياسة بَكْر لِخَالد هذا بعد أن استشهد مجزأَة بن ثور».
كان في صف علي بن أبي طالب أيام الجمل، وصفين، وكان من قادة الجيش. وفيه يقول الشاعر مخاطبا معاوية بن أبي سفيان:
ولاّه معاوية بن أبي سفيان أرمينية ومات في الطريق إليها. في حين ذكر البلاذري وابن حبيب أن معاوية ولاه خراسان، ثم ندم فبعث إليه بثوب مسموم فمات قبل أن يصل إليها.